# Lenovo Center
Le Lenovo Center (auparavant PNC Arena, Raleigh Entertainment and Sports Arena et RBC Center) est une salle omnisports située au cœur d'un complexe sportif comprenant le Carter-Finley Stadium et la Dorton Arena sur le campus de l'université d'État de Caroline du Nord à Raleigh en Caroline du Nord.
Depuis 1999, ses locataires sont les Hurricanes de la Caroline, une franchise de hockey sur glace évoluant en LNH, ainsi que l'équipe masculine de basket-ball NCAA de l'université d'État de Caroline du Nord, le Wolfpack de North Carolina State. La salle fut également le domicile des Cobras de la Caroline de l'Arena Football League entre 2000 et 2002. Sa capacité est de 19 722 places pour le basket-ball et 18 680 pour le hockey sur glace, y compris 66 suites de luxe et 2 000 sièges de club. L'arène est entourée de parkings pouvant contenir plus de 8 000 véhicules.

## Histoire
L'idée d'édifier une nouvelle salle de basket-ball émergea dans les années 1980 avec l'appui de Jim Valvano, l'entraîneur du Wolfpack de North Carolina State. En 1983, les partisans locaux de NC State lancent une campagne pour remplacer le vétuste William Neal Reynolds Coliseum. Le maire de Raleigh, Avery Upchurch, fait appel à un groupe d'étude devant faire des recherches sur la viabilité d'une nouvelle arène dans le secteur. Le rapport conclut qu'une nouvelle salle dans le centre-ville de Raleigh est impraticable. En 1989, l'université d'État de Caroline du Nord, qui se situe à l'ouest de la ville, proposa la construction d'un bâtiment de 23 000 sièges pour un coût de 66 millions $.
C'est en 1995 que Centennial Authority a été créé par le pouvoir législatif de la Caroline du Nord comme l'entité gouvernante du projet, alors financé par appropriation de l'État, contributions locales et collecte de fonds de l'université d'État de Caroline du Nord. En octobre de cette année, Centennial Authority appel les architectes à redessiner le bâtiment pour une utilisation polyvalente et l'addition de 60 suites de luxe. Au mois de mai 1997, le propriétaire des Whalers de Hartford, Peter Karmanos, annonce que son équipe envisage de déménager dans la nouvelle arène sous le nom de Hurricanes de la Caroline.
Le 22 juillet 1997, la construction de l'édifice commence officiellement. En novembre, les Hurricanes et Authority sont d'accord sur les modalités de location et de développement basé sur la nouvelle conception. Les Hurricanes de la Caroline s'engagent à payer 20 millions $ de dollars pour la construction et le coût total du projet est alors estimé à 132 millions $ de dollars. En septembre 1998, Centennial Authority signe un accord avec les Hurricanes afin de fournir un supplément de 8 millions $ de dollars pour l'édification du bâtiment, avec un engagement de l'Université d'État de Caroline du Nord qui donna une contribution complémentaire de 6 millions $. Avec les différentes reconceptions et accélérations de travaux pour l'ouverture avant la saison 1999, les devis totaux pour l'arène atteignirent 158 millions $ de dollars. La répartition du financement du RBC Center était de 22 millions $ par la Caroline du Nord, 28 millions $ par l'université d'État de Caroline du Nord (North Carolina State University), 28 millions $ par Gale Force Sports & Entertainment (Une division des Hurricanes), 22 millions $ par les taxes du comté de Wake, 48 millions $ par les obligations (intérêt payé les taxes du Comté) et 10 millions $ par les intérêts du remboursement de la taxe de vente.
La Raleigh Entertainment and Sports Arena fut inaugurée le 29 octobre 1999 avec le premier jeu des Hurricanes dans leur nouvelle patinoire contre les Devils du New Jersey. En septembre 2002, la Banque royale du Canada acheta les droits d'appellation de l'arène pendant 20 ans pour 80 millions $ de dollars. Au cours de la saison 2011-2012, PNC a acquis les droits d'appellation de l'enceinte, elle a été rebatissée sous le nom de PNC Arena.
Selon The Hockey News, le niveau sonore de l'enceinte atteignit 134 decibels lors du match 7 des finales de la Coupe Stanley en 2006, opposant les Hurricanes de la Caroline aux Oilers d'Edmonton.
En 2006, l'enceinte a servi de lieu de tournage pour la série Les Frères Scott (One Tree Hill) lors de l'épisode 9 de la saison 4 où l'équipe des Ravens remporte le championnat.
En juin 2009, un nouveau tableau indicateur central est installé et remplace le vétuste Sony Jumbtron qui était en service depuis l'ouverte de la salle en 1999. Le nouveau tableau, construit par Daktronics, fonctionne entièrement avec des dels et peut recevoir la haute définition. L'ensemble est composée de huit panneaux qui affichent le score et les pénalités, puis de quatre écrans géants et de deux rubans vidéos.

## Événements
- Tournoi masculin de basket-ball de la Central Intercollegiate Athletic Association, 1999 à 2008
- WWF SummerSlam 2000, 27 août 2000
- Finales de la Coupe Stanley, 2002 et 2006
- 1er et 2d tours du tournoi du Championnat NCAA de basket-ball, 2004 et 2008
- Repêchage d'entrée dans la LNH 2004, 26 juin 2004
- Jeopardy! College Championship, 7-18 novembre 2005
- WWE No Mercy, 8 octobre 2006
- 58e Match des étoiles de la Ligue nationale de hockey, 30 janvier 2011
- WWE Draft (2011), 25 avril 2011
- Over the Limit (2012), 20 mai 2012

## Galerie

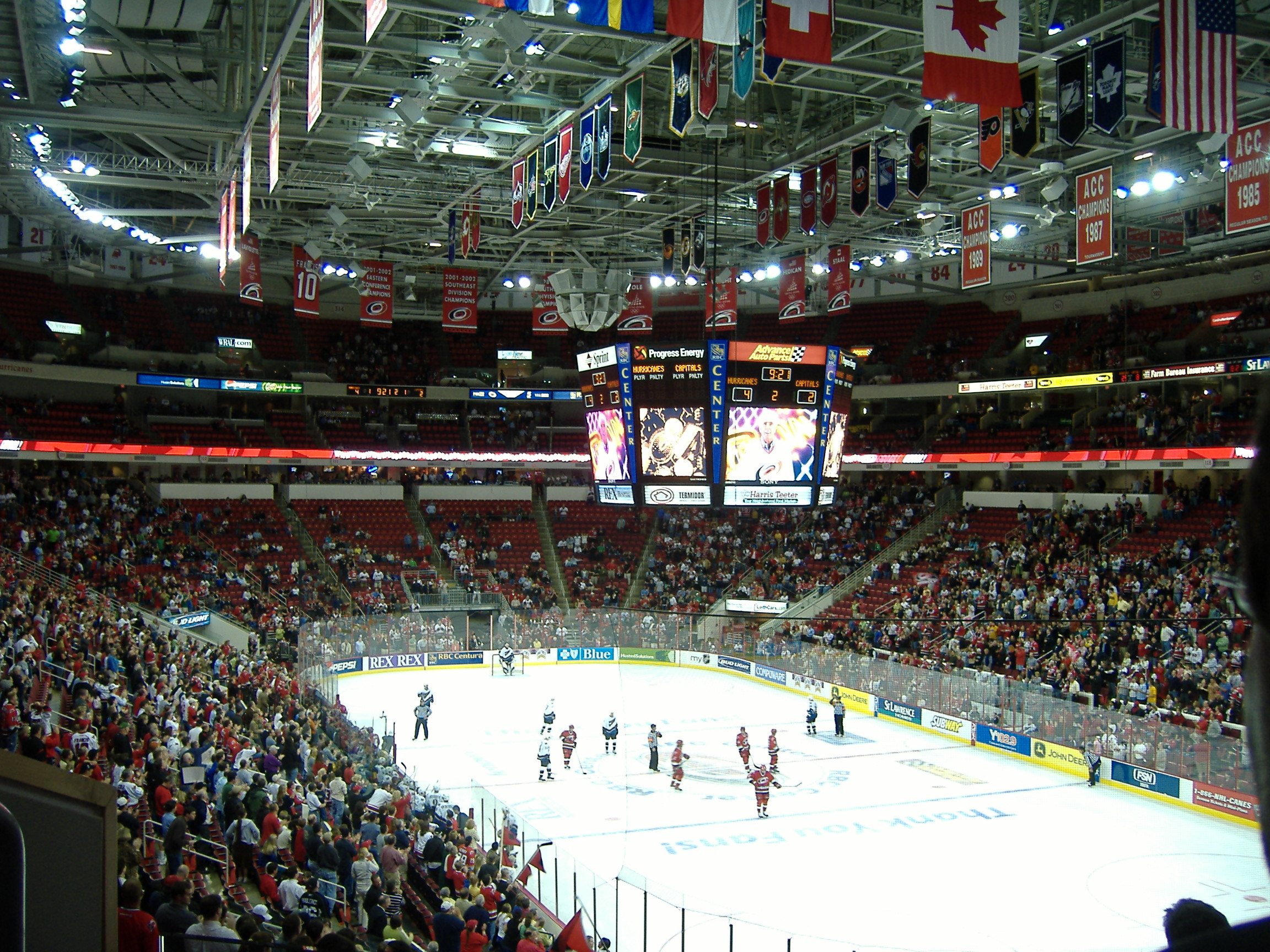
Patinoire des Hurricanes
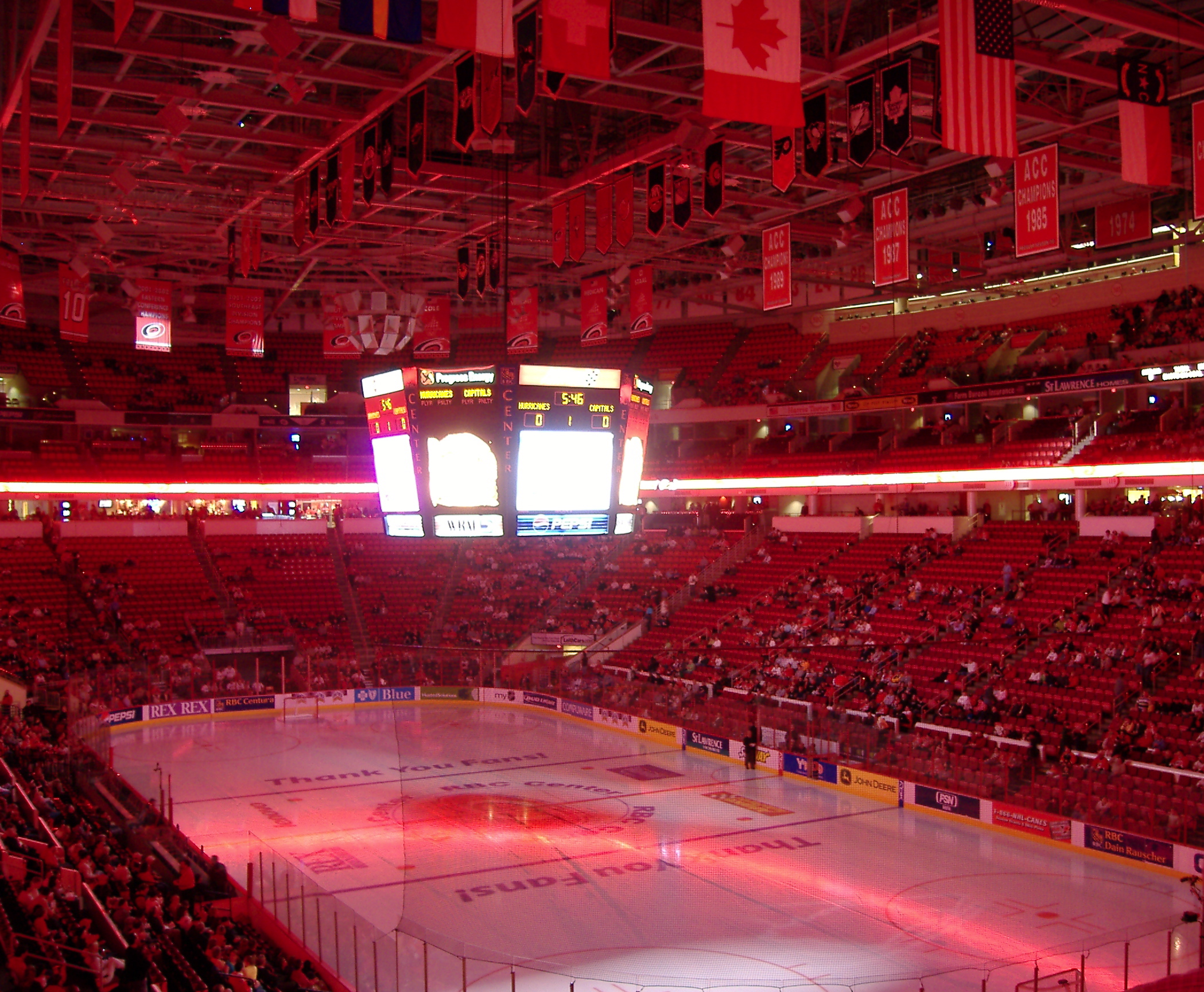
Vue intérieure
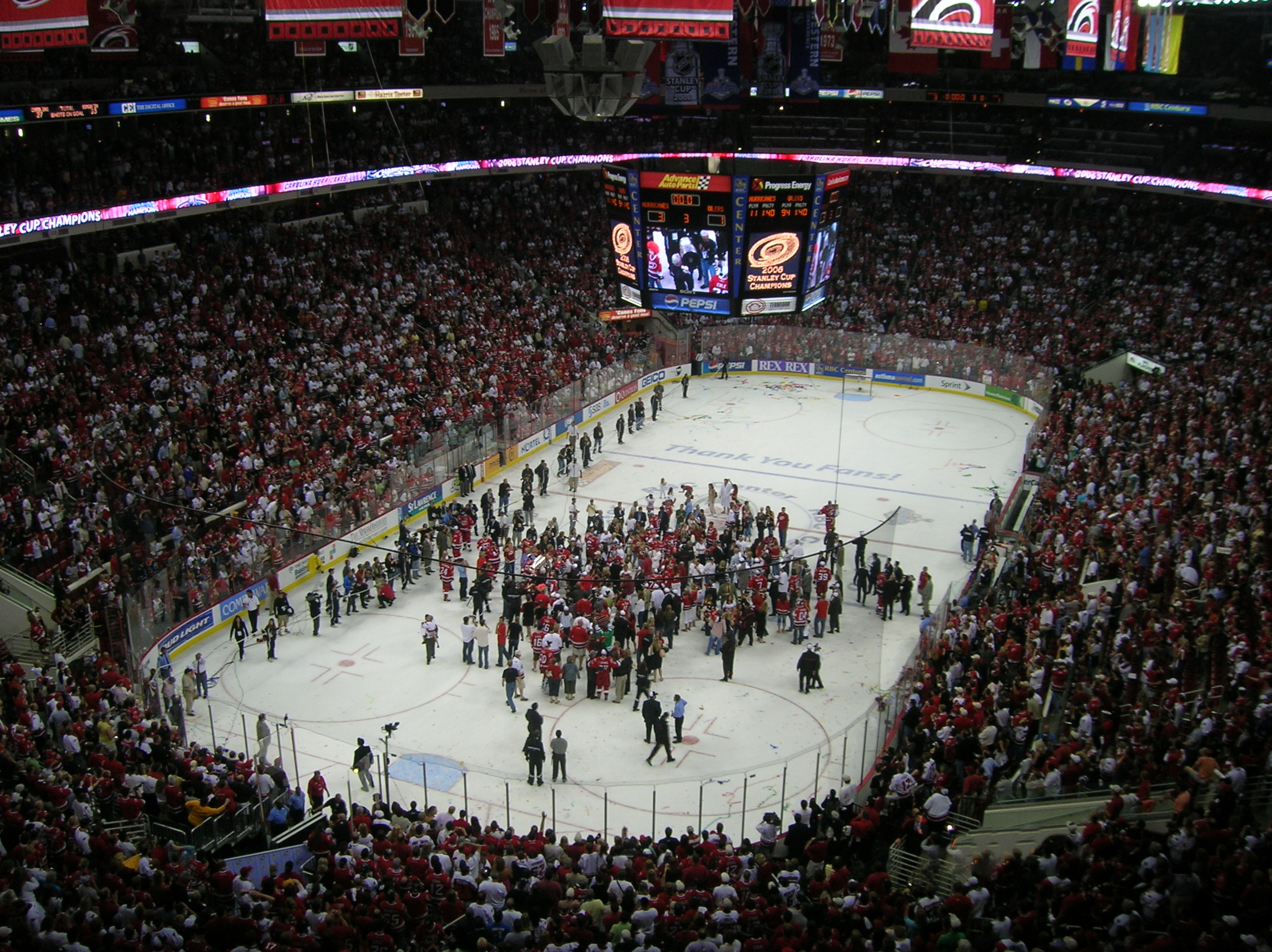
Coupe Stanley 2006
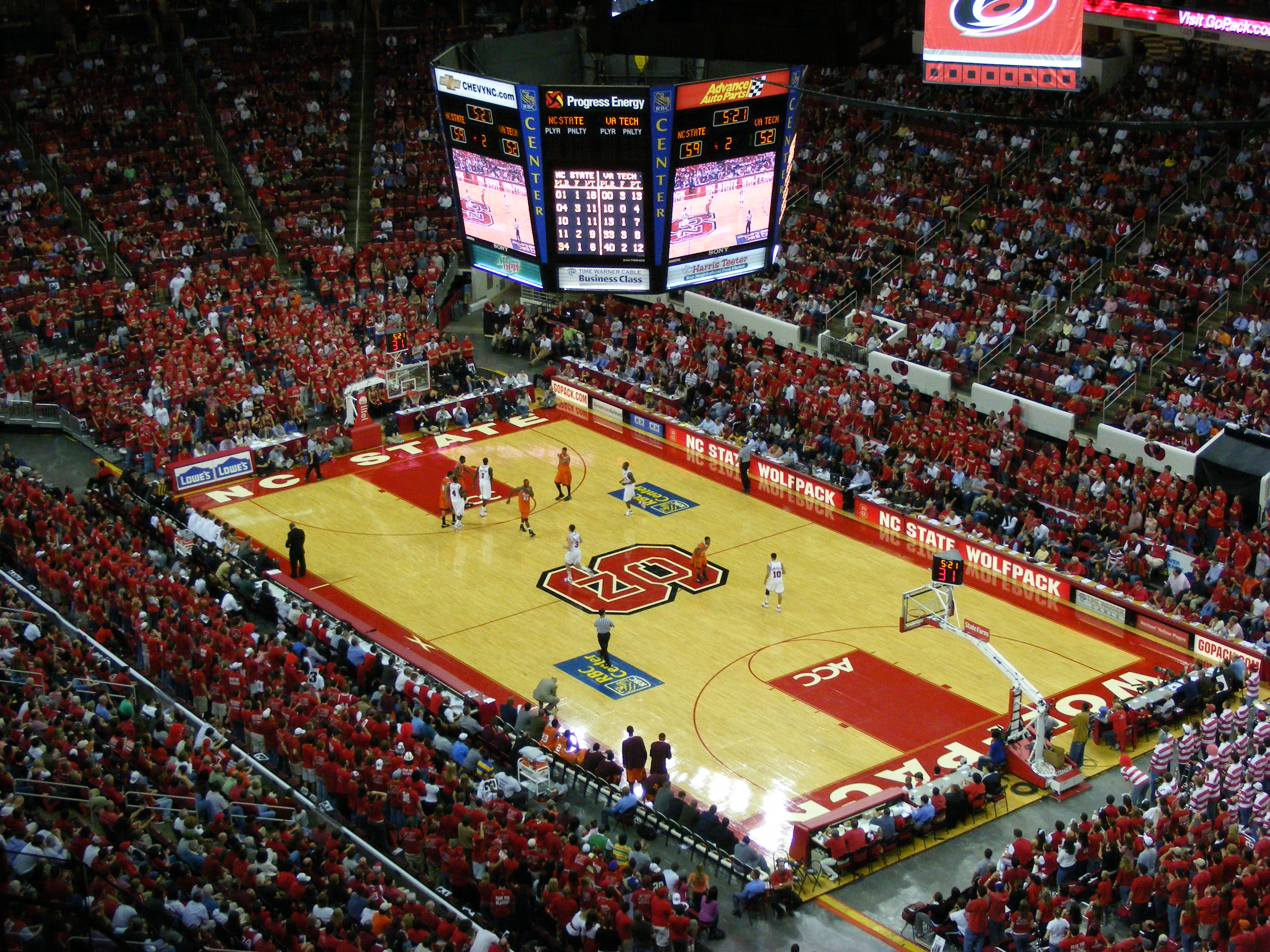
Match de basket-ball
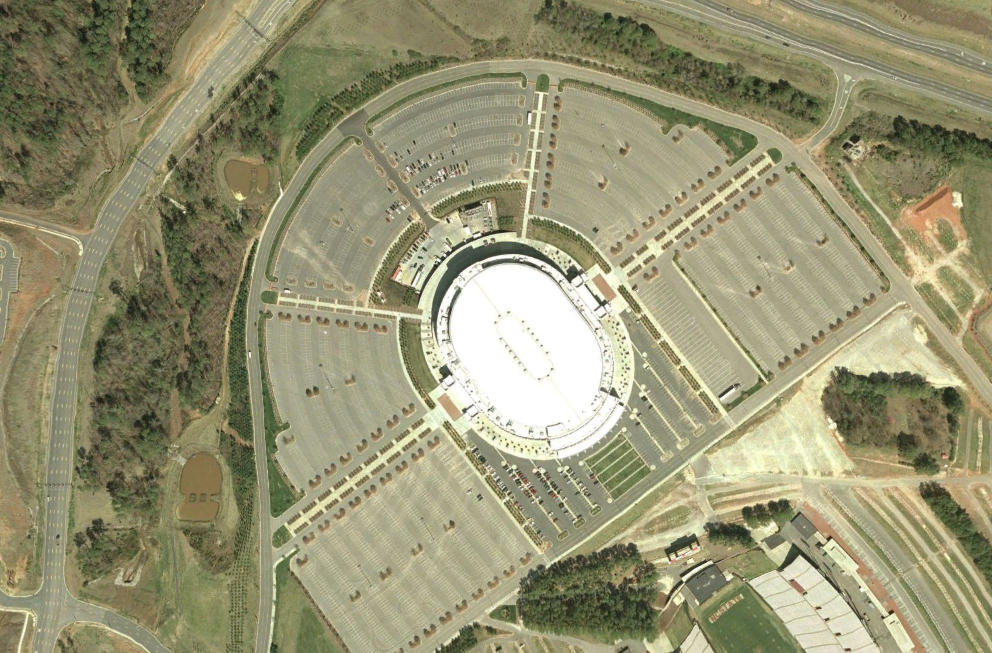
Image satellite
L'ancien logo du RBC Center (2002-2012)